# Рейд на Алжир (1942)
Рейд на Алжир (англ. Raid on Algiers) — спеціальна операція італійських бойових плавців 10-ї флотилії MAS зі знищення та виведення з ладу британських, американських та норвезьких кораблів і суден на рейді алжирського морського порту Алжиру в ході битви на Середземному морі під час Другої світової війни.
11 грудня 1942, у результаті проникнення в акваторію військово-морської бази на надмалому човні «Амбра» типу «Перла», італійські бойові плавці встановили на судна союзників магнітні міни й згодом їх підірвали. Наслідком рейду стало знищення 2-х та виведення з ладу ще двох суден й десантного корабля.

## Зміст
Наприкінці 1942 року, повітряна розвідка країн Осі доповіла результати спостереження за транспортними комунікаціями у західній частині Середземномор'я, зокрема, оголосила свої висновки з того, що у морському порту Алжиру спостерігається значне насичення союзних вантажних та транспортних суден, що практично забили увесь порт. Італійське командування ухвалило рішення провести спеціальну операцію комбінованим шляхом, з одночасним застосуванням людино-торпед та бойових плавців з магнітними мінами, для виведення з ладу найважливіших транспортних суден ворога.
4 грудня 1942 року, італійський надмалий підводний човен «Амбра» вийшов з військово-морської бази в Ла-Спеції, маючи на борту 3 людино-торпеди і 10 командос.
Ввечері 10 грудня, підводний човен досяг рейду Алжиру на глибині 18 метрів, й поступово за допомогою одного з бойових плавців, непоміченим просунувся вглиб морського порту на відстань 2000 від входу в акваторію бухти. О 21:35 розвідники виявили на рейді Алжиру 6 великих цілей, і по спеціальному телефону проінформував командира човна. О 23:45 група бойових плавців разом з людино-торпедами, залишили човен і виринули на поверхню, через якісь час спостерігачі на «Амбрі» помітили, що охорона союзних кораблів дещо помітила і розпочалася тривога. Командир підводного човна чекав до 03:00 ночі повернення бойових плавців на борт корабля, але після визначеного часу ПЧ залишив акваторію алжирського порту й вирушив у напрямку на Спецію.
О 5:00, на союзних транспортних та десантних кораблях пролунали потужні вибухи. Британське судно Ocean Vanquisher (водотоннажність 7 174 тонн) та норвезьке Berta (1 493 тонн) швидко затонули, коли Empire Centaur (7041 тонн) та Armatan (4 587 т) були важко пошкоджені. Американський десантний корабель LSM-59 викинуло на берег. 16 бойових плавців та командос було захоплено в полон.